# Schede van Caspary

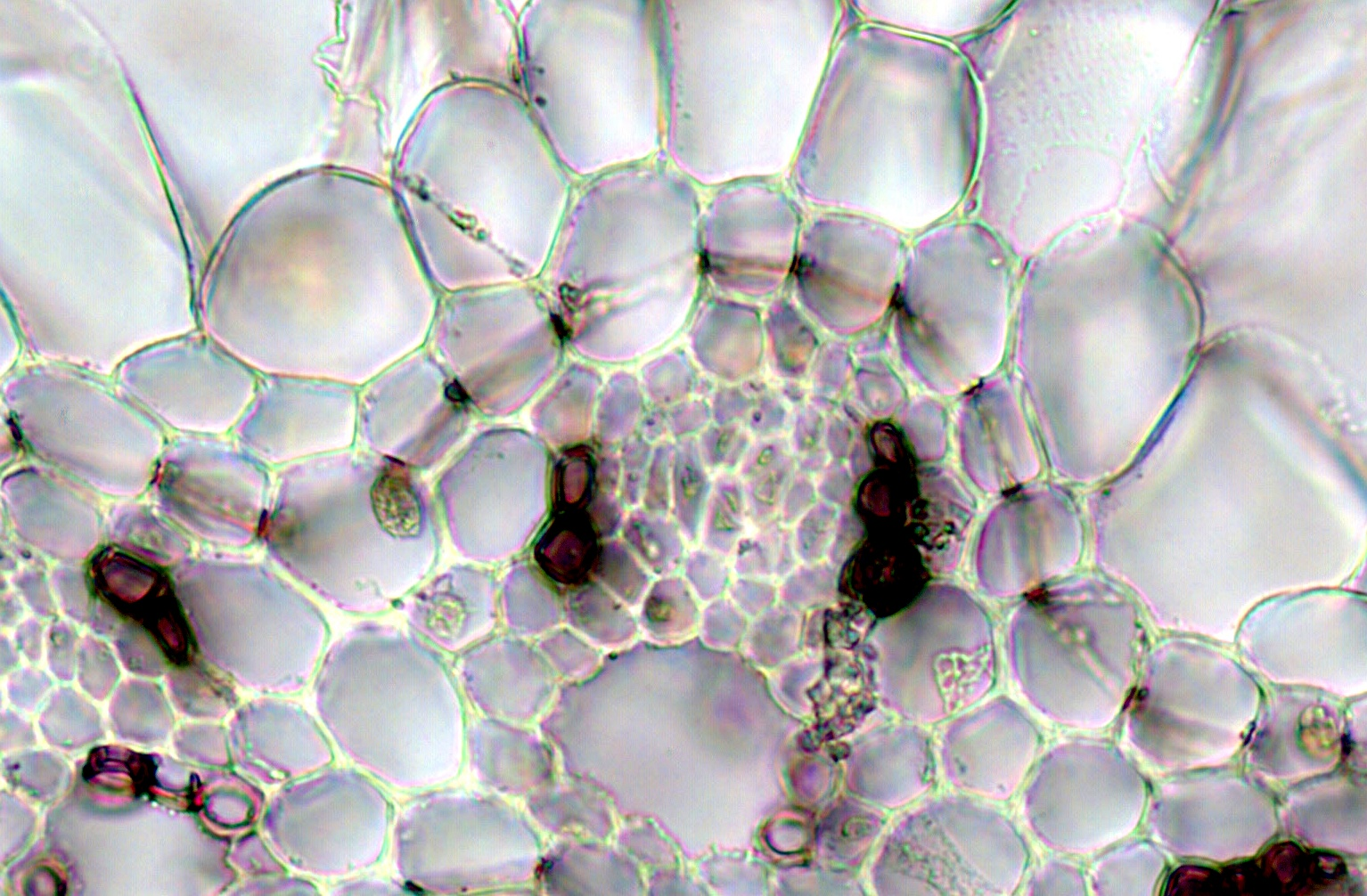
Endodermis met schede van Caspary (in Equisetum giganteum)

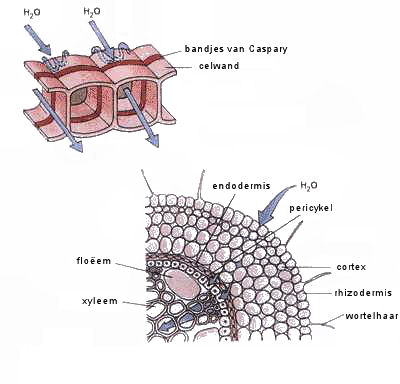
Bandjes van Caspary

De schede van Caspary of bandjes van Caspary, genoemd naar de botanicus Robert Caspary, komt voornamelijk voor in de endodermis en hypodermis van de primaire plantenwortel. De radiale en dwarse wanden van de cellen van de endodermis, die één cellaag dik is, bevatten een bandje van een wasachtige stof (suberine), waardoor deze celwanden voor water en gas ondoordringbaar zijn. Niet alleen suberine maar ook lignine wordt afgezet tegen de primaire celwand en middenlamel. Het bandje ligt meestal meer binnenwaarts, maar kan ook in het midden liggen. Het bandje kan smal zijn, maar kan ook de gehele radiale en dwarse wand afdekken. Door deze schede kan water slechts in één richting via de plasmodesmata en de protoplasten stromen, namelijk naar het midden van de wortel waar de centrale cilinder ligt en niet zijwaarts terugstromen. De protoplasten hechten zich vaster aan de bandjes dan elders aan de wanden.
Ze dient als fysiologische barrière tussen de cortex en de centrale cilinder, waardoor er geen apoplastisch transport door de endodermis kan plaatsvinden en wordt het transport en selectie van de door de wortels opgenomen ionen symplastisch gecontroleerd.
Op dwarsdoorsnede van de schede van Caspary zijn de bandjes te zien als punten van Caspary. In de lengterichting is de celwand gegolfd.
De nieuwste onderzoeken laten zien dat ondanks secundaire en tertiaire afzettingen in de celwanden van de endermiscellen, water relatief makkelijk doorgelaten wordt naar de centrale cilinder. Vooral in het water opgeloste stoffen, zoals ionen en organische verbindingen, worden tegengehouden. Hierdoor kunnen de actief in het xyleem gepompte ionen niet terugstromen naar de cortex. Het zo opgebouwde negatieve waterpotentiaal laat het water passief in het xyleem stromen en zorgt zo voor de worteldruk.
Alle celwanden van de secundaire endodermis, die bij naaktzadigen voorkomt, bevatten een dunne laag suberine. Alleen speciale doorlaatcellen laten nog water door. Deze doorlaatcellen liggen tegenover xyleemstralen van de centrale cilinder.